# Żółw słoniowy
Żółw słoniowy (Chelonoidis niger) – gatunek żółwia z rodziny żółwi lądowych (Testudinidae), jeden z największych żółwi na świecie. Podobny rozmiarem do żółwi olbrzymich z wysp Oceanu Indyjskiego. Jego pancerz grzbietowy może mieć 150 cm długości, a największy znaleziony osobnik mierzył 1,87 metra i ważył ponad 400 kg. Na ogół za duże uważa się osobniki, których masa przekracza 200 kg, a wysokość dochodzi do 1 metra. Samce są zwykle większe od samic. Liczba jego podgatunków jest niepewna – wyróżnia się ich do 15, z czego 5 jest już wymarłych; nie jest pewne, czy podgatunki te nie stanowią w istocie odrębnych gatunków bliźniaczych (patrz niżej). Żółwie słoniowe żyją na wyspach Galapagos.
Żółw słoniowy obok zięby Darwina stanowił dla autora teorii ewolucji Karola Darwina główny dowód zróżnicowania form zwierzęcych pochodzących od wspólnego przodka zajmujących odmienne biotopy lub odmienne wyspy. W 1835 roku przebywał on krótko na Galapagos i zauważył, że żółwie z poszczególnych wysp wyewoluowały w odmienne podgatunki pod wpływem różnych warunków środowiskowych.

## Opis
W stosunku do reszty ciała ich karapaks (górna część skorupy) jest bardzo duży. Wypukły, spadzisty karapaks jest z zewnątrz pokryty dużymi i gładkimi rogowymi tarczkami, od przodu wysoko uniesiony opada stromo ku tyłowi. Natomiast brak jest tarczki karkowej. Głowa mała osadzona na długiej szyi osłoniętej miękką skórą. Grube słupowate nogi (kształtem podobne do nóg słonia, stąd nazwa gatunkowa) pokrywają duże tarczki, a palce zakończone są potężnymi pazurami. Podobnie jak inne żółwie nie mają zębów, a ich rolę spełniają ostre listwy rogowe, za pomocą których tną i miażdżą zjadaną roślinność.
Całe ciało jest jednolicie brunatne lub czarnawe. Karapaks niektórych osobników nad głową zakrzywia się w górę umożliwiając żółwiowi dosięganie wyższych roślin.
Poruszają się powoli na szeroko rozstawionych nogach w sposób typowy dla gadów. Takie ustawienie nóg powoduje, że więcej energii tracą na utrzymanie ciężaru ciała niż na rzeczywisty ruch. Wykonują powolne kroki noga za nogą zostawiając za sobą szeroki ślad.
Są długowiecznymi zwierzętami, gdyż w sprzyjających warunkach mogą dożyć nawet 300 lat. Dobrym przykładem może być żółw o imieniu Tu'i Malila, podarowany królowi Tonga przez kapitana J. Cooka ok. 1777 r. Jeszcze w 1949 r. był w dobrej formie, a zmarł w 1965 roku w wieku ok. 188 lat.

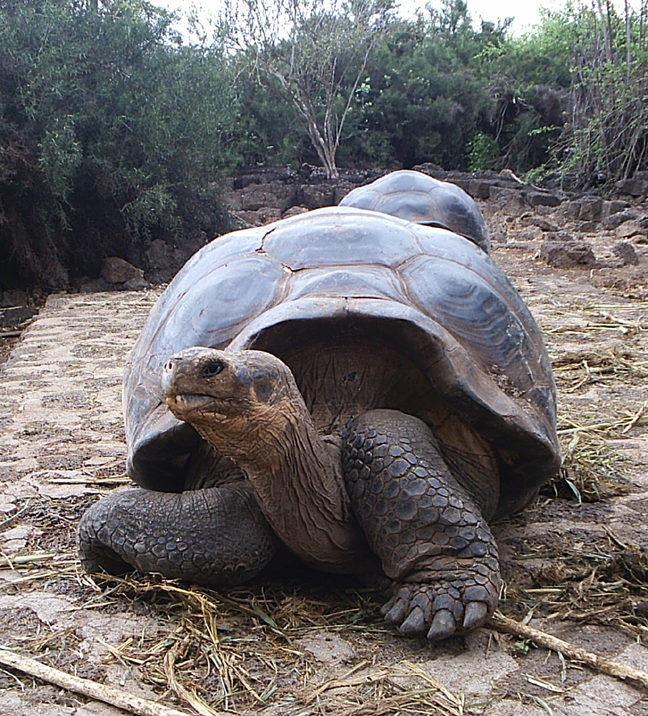
Żółw słoniowy (Chelonoidis niger)

## Podgatunki/gatunki
Żółw słoniowy jest tradycyjnie klasyfikowany jako jeden gatunek; jednak zdaniem części autorów badania DNA mitochondrialnego żółwi z Galapagos dowodzą, że różnice między tradycyjnie wyróżnianymi podgatunkami żółwia słoniowego są na tyle duże, iż uzasadnione jest podniesienie ich do rangi odrębnych gatunków. Także Turtle Taxonomy Working Group od 2009 r. klasyfikuje tradycyjnie wyróżniane podgatunki żółwia słoniowego jako odrębne, choć blisko spokrewnione gatunki. 10 podgatunków/gatunków jeszcze żyje na swobodzie na wyspach: Santiago (ok. 800 żółwi), Pinzon (300), Santa Cruz (3000), San Cristobal (700), Española (120) i Isabela, na której rozróżnia się 5 podgatunków/gatunków żyjących na każdym z 5 wulkanów wyspy: Cerro Azul (około 700), Sierra Negra (500), Alcedo (5000), Darwin (1000) i wulkanie Wolf (2000).
Pięć podgatunków/gatunków jest już wymarłych – z wysp Fernandina, Santa Fe, Rábida, Floreana i Pinta, głównie z powodu polowań prowadzonych przez ludzi. Żółw z Santa Fe jest znany tylko z kości znalezionych na wyspie.
Geograficzne rozmieszczenie podgatunków/gatunków:
- †Chelonoidis niger abingdonii lub †Chelonoidis abingdonii – Pinta. Ostatnim znanym osobnikiem będącym czystej krwi przedstawicielem podgatunku/gatunku był Samotny George, żyjący w Stacji Biologicznej Charlesa Darwina na Santa Cruz do swej śmierci w 2012 r. Badania Russello i współpracowników (2007) dowiodły, że w przeszłości żółwie z Pinta krzyżowały się z żółwiami z podgatunku/gatunku C. niger becki i że do dziś na wyspie Isabela żyją mieszańce mające wśród swych przodków przedstawicieli C. niger abingdonii[4]. Istnienie na wyspie Isabela mieszańców mających wśród przodków przedstawicieli C. niger abingdonii potwierdziły badania Edwards i współpracowników (2013); według autorów w wypadku niektórych z tych mieszańców jednym z rodziców był czystej krwi przedstawiciel podgatunku/gatunku C. niger abingdonii[8].
- Chelonoidis niger becki lub Chelonoidis becki – wulkan Wolf na Isabeli
- Chelonoidis niger chathamensis lub Chelonoidis chathamensis – San Cristóbal
- Chelonoidis niger darwini lub Chelonoidis darwini – Santiago (San Salvador)
- Chelonoidis niger duncanensis lub Chelonoidis duncanensis – Pinzón
- Chelonoidis niger guntheri lub Chelonoidis guntheri – wulkan Sierra Negra na Isabeli. Uznany za młodszy synonim C. niger vicina przez Pritcharda (1996)[9] i przez Turtle Taxonomy Working Group[7]; Caccone i współpracownicy (2002) na podstawie wyników badań DNA mitochondrialnego stwierdzili, że nie można ani potwierdzić ani odrzucić zasadności ich synonimizowania[10].
- Chelonoidis niger hoodensis lub Chelonoidis hoodensis – Española
- Chelonoidis niger microphyes lub Chelonoidis microphyes – wulkan Darwin na Isabeli. Uznany za młodszy synonim C. niger vicina przez Pritcharda (1996)[9] i przez Turtle Taxonomy Working Group[7]; Caccone i współpracownicy (2002) na podstawie wyników badań DNA mitochondrialnego stwierdzili jednak, że różnice między tymi podgatunkami/gatunkami są na tyle istotne, że nie jest uzasadnione ich synonimizowanie[10].
- †Chelonoidis niger niger lub Chelonoidis niger – Floreana[11]. W literaturze żółwie z tej wyspy bywają też zaliczane do gatunku/podgatunku Chelonoidis elephantopus[5][6][12]; jednak według Turtle Taxonomy Working Group nie jest to poprawna nazwa żółwi z Floreana, gdyż nie wiadomo, z jakiej wyspy pochodzi (obecnie zaginiony) holotyp C. elephantopus (uznany przez autorów za nomen dubium)[7]. Czystej krwi przedstawiciele podgatunku/gatunku C. niger niger wymarli, natomiast do dziś żyją mieszańce mające wśród swych przodków przedstawicieli tego podgatunku/gatunku[5][6][12]. W 2012 naukowcy z Uniwersytetu Yale stwierdzili, na podstawie testów genetycznych na żółwiach z gatunku Chelonoidis becki, że 84 spośród żyjących mieszańców podgatunków/gatunków C. niger i C. becki miało za jednego z rodziców czystej krwi przedstawiciela C. niger. 30 z tych bastardów ma mniej niż 15 lat, co sugeruje, że ich rodzice żyli jeszcze stosunkowo niedawno a nawet mogą żyć do dziś[13][14].
- Chelonoidis niger phantasticus lub Chelonoidis phantasticus – Fernandina[11]. Był uznawany za wymarły. W 2019 roku, po 113 latach od ostatniej obserwacji, odnaleziono przedstawiciela tego gatunku[15].
- Chelonoidis niger porteri lub Chelonoidis porteri – Santa Cruz. Badania Russello i współpracowników (2005) dowodzą, że trzy populacje żółwi słoniowych żyjących na Santa Cruz (z południowego zachodu, południowego wschodu i północnego zachodu wyspy) nie tworzą kladu, lecz każda z nich jest bliżej spokrewniona z żółwiami z innych wysp niż z innymi populacjami żółwi z Santa Cruz. Według tych badań żółwie z południowego wschodu wyspy są najbliżej spokrewnione z żółwiami słoniowymi z wyspy San Cristóbal, żółwie z południowego zachodu – z kladem obejmującym żółwie z wysp Isabela i Floreana, a żółwie z północnego zachodu Santa Cruz – z żółwiami z wyspy Pinzón[16]. Poulakakis i współpracownicy (2015) przenieśli populacje ze wschodniej części wyspy Santa Cruz do odrębnego gatunku, nazwanego przez autorów Chelonoidis donfaustoi[17].
- Chelonoidis niger vandenburghi lub Chelonoidis vandenburghi – wulkan Alcedo na Isabeli. Uznany za młodszy synonim C. niger vicina przez Pritcharda (1996)[9] i przez Turtle Taxonomy Working Group[7]; Caccone i współpracownicy (2002) na podstawie wyników badań DNA mitochondrialnego stwierdzili jednak, że różnice między tymi podgatunkami/gatunkami są na tyle istotne, iż nie jest uzasadnione ich synonimizowanie[10].
- Chelonoidis niger vicina lub Chelonoidis vicina – wulkan Cerro Azul na Isabeli
- ‡możliwy podgatunek/gatunek z wyspy Rábida (nienazwany). Z wyspy tej znany jest tylko jeden żółw znaleziony przez członków ekspedycji zorganizowanej przez California Academy of Sciences trwającej w latach 1905–1906[18][19]. Van Denburgh (1914) uznał za najbardziej prawdopodobną (ale niepewną) jego przynależność do opisanego przez Waltera Rothschilda gatunku Testudo wallacei[18]. Obecnie niemożliwe są jednak porównania żółwia z Rábida z holotypem T. wallacei; okaz znaleziony na wyspie zaginął, a w wypadku holotypu T. wallacei nie wiadomo nawet, z jakiej wyspy pochodzi. Nie można wykluczyć, że żółw z Rábida to w rzeczywistości introdukowany przedstawiciel podgatunku/gatunku z innej wyspy[18][19].
- ‡podgatunek/gatunek z wyspy Santa Fe (nienazwany)

## Pochodzenie
Prawdopodobnie wszystkie podgatunki/gatunki żółwia rozwinęły się na Galapagos od wspólnego przodka, który został przyniesiony ze stałego lądu wraz z prądem morskim, a musiał być to Prąd Peruwiański. Chociaż to wydaje się nieprawdopodobne, faktem jest, że żółwie słoniowe potrafią pływać w morzu. Wystarczyłoby, że jedna zapłodniona samica albo para żółwi przebyłaby tę drogę np. na jakiejś pływającej wyspie z konarów drzew wyniesionej przez prąd rzeki po silnej ulewie na pełne morze by skolonizować wyspy. Jest wysoce prawdopodobne, że pierwszy żółw dopłynął do brzegów wyspy San Cristóbal, a stamtąd jego potomkowie stopniowo rozproszyli się na pozostałe wyspy archipelagu tą samą drogą wraz z oceanicznym prądem. Najbliższym żyjącym krewnym żółwi słoniowych jest Chelonoidis chilensis, mały żółw znaleziony w Chile.
Pierwotny przodek żółwi był prawdopodobnie przeciętnego rozmiaru, a rozwinął się do dzisiejszych dopiero po przybyciu na Galapagos. Jest to zjawisko zauważane w wielu ekosystemach, gdzie gigantyzm rozwija się tam, gdzie zwierzę nie ma wrogów, więc nie potrzebuje ukrywać się przed drapieżnikami, a także nie ma innych podobnych zwierząt, z którymi musiałoby współzawodniczyć o żywność. Żółwie ewoluowały na izolowanych wyspach do różnych podgatunków, które widzimy dzisiaj, niektóre mają pancerz w kształcie kopuły, a inne w kształcie siodła. Kształt siodła rozwinął się na różnych wyspach niezależnie od siebie, co świadczyłoby, że jest to udany projekt ewolucji.

## Polowania

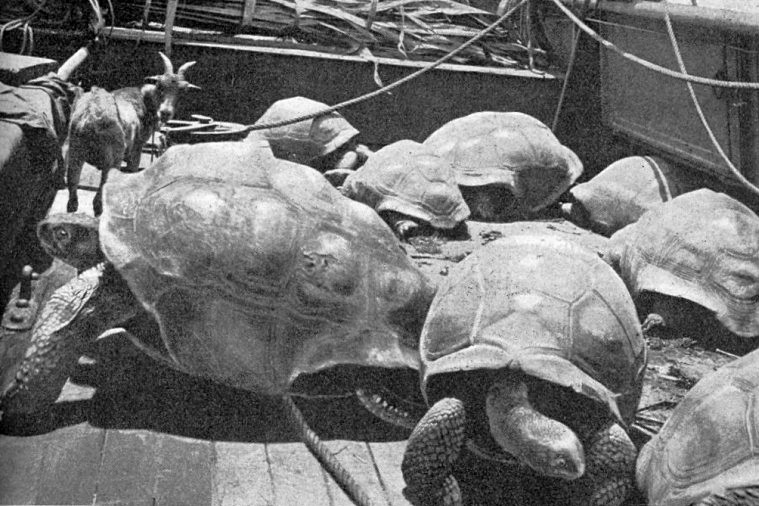
Schwytane żółwie na statku, 1903

W XVI wieku piraci zaczęli używać Galapagos jako bazy, czemu sprzyjało dogodne położenie archipelagu blisko szlaku hiszpańskich statków wywożących złoto Inków. Tutaj uzupełniali zapasy wody i naprawiali swoje statki między łupieżczymi wypadami na hiszpańskie kolonie w Ameryce Południowej. Bogactwem wysp były żółwie słoniowe, które były zabierane i przechowywane żywe na pokładach statków przez wiele miesięcy. Dlatego, iż są niewiarygodnie wytrzymałe na brak wody i pożywienia oraz skromne warunki tlenowe panujące pod pokładami statków, były one niegdyś wykorzystywane przez żeglarzy jako „żywe konserwy”.
W XVIII wieku statki wielorybnicze i łowcy fok zabierali jako zapas świeżego mięsa po kilkaset żółwi, które mogły przetrwać na pokładzie (i w ładowni) wiele miesięcy bez jedzenia. Dużo więcej zabijali w celu uzyskania żółwiowego oleju. Od końca XVIII w. aż do początków XX w. ludzie, którzy tam się osiedlili, polowali na nie dla mięsa i zagarnęli duże obszary pod rolnictwo. Osadnicy wprowadzili domowe zwierzęta, co miało zgubny wpływ na populację żółwi.
Nie wiadomo dokładnie, ile żółwi słoniowych żyło pierwotnie na wyspach, ale szacuje się, że więcej niż 100 000 zostało zabitych przez ludzi. W rezultacie cztery podgatunki żółwia słoniowego są dziś wymarłe. Żółwie obecnie przeniosły się dalej od brzegów i żyją w pobliżu zboczy wulkanów. Nielegalne polowania trwają, ale już w dużo mniejszej skali; mimo to od 1990 roku kłusownicy zabili ponad 120 żółwi słoniowych.

## Pożywienie
Żółwie wypełniły niszę, którą na stałym lądzie zajmują większe ssaki roślinożerne.
Żółw słoniowy żywi się prawie wszystkimi roślinami i owocami, także kaktusami. Spożywa kwaśne i cierpkie jagody oraz plechy porostów. Zjada trawę, owoce kaktusów i kwiaty. Gdy minie pora deszczowa, żółwie schodzą ze zboczy wulkanów na niziny, aby skubać świeżą trawę. Natomiast w czasie pory suchej wędrują w górę zboczy, gdzie jest więcej wilgoci i trawa pokrywa wilgotne łąki. Ich układ trawienny nie jest zbyt wydajny, ponieważ duży procent pokarmu wydalają nieprzetrawiony. Żółwie piją wodę, kiedy tylko na nią natrafią; są niezwykle wytrzymałe na brak pokarmu, bardzo długo (nawet kilka miesięcy) wytrzymują też bez wody.

## Występowanie
Występuje na wyspach Galapagos. Na każdej z wysp żyje inny podgatunek różniący się od innych kształtem i rozmiarami pancerza. Niektóre z nich przystosowały się do jedzenia nisko rosnących roślin trawiastych, a u innych pancerz tak się wykształcił, że mogą wyciągać szyję wysoko i skubać liście z wyższych krzewów.

## Środowisko życia

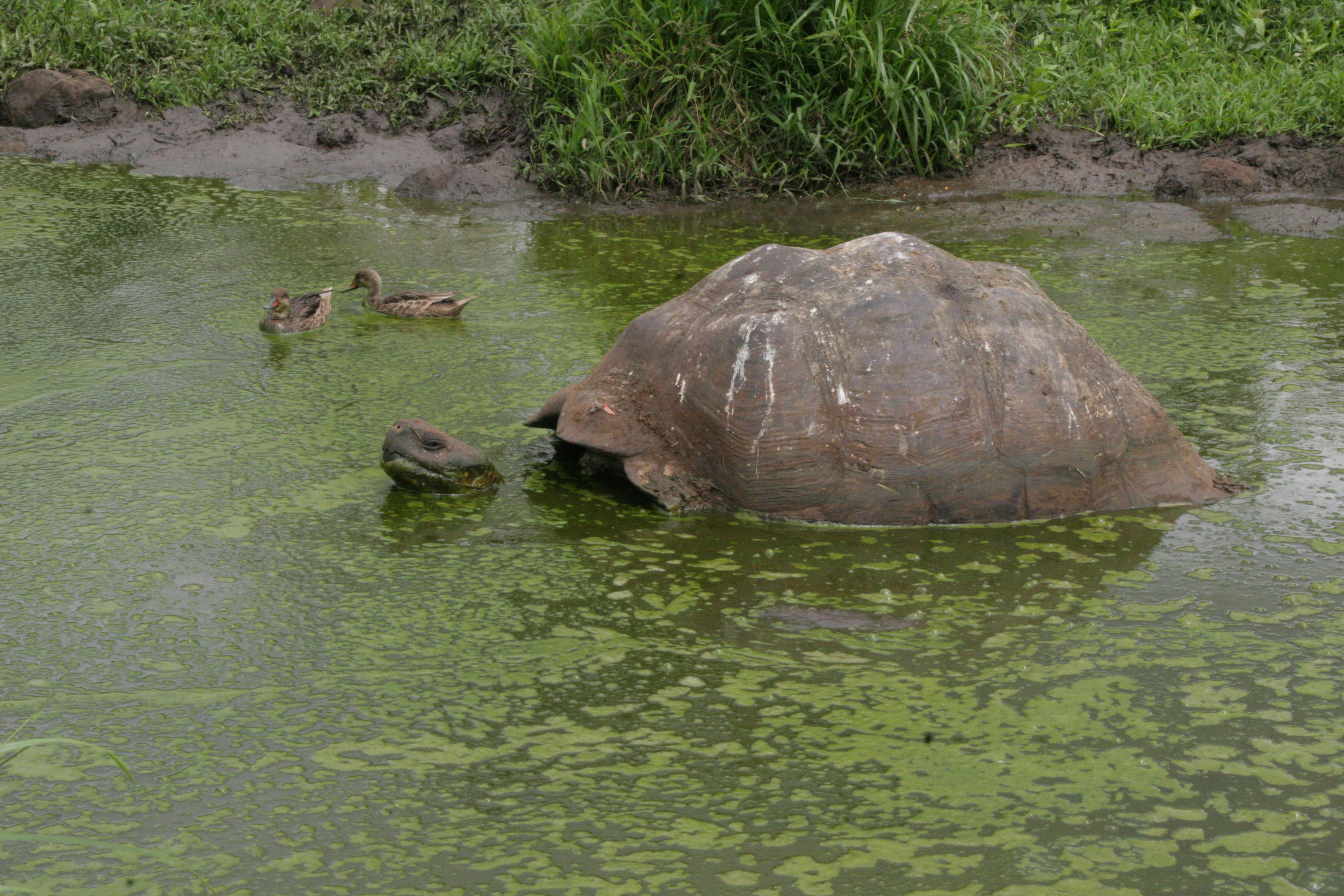
Żółw słoniowy w stawie na wyspie Santiago

Chociaż są zwierzętami lądowymi, to chętnie brodzą w płytkich wodach, kiedy nadarzy się okazja. Lubią tereny o wilgotnym podłożu, zarówno nizinne jak i położone wyżej.

## Rozmnażanie

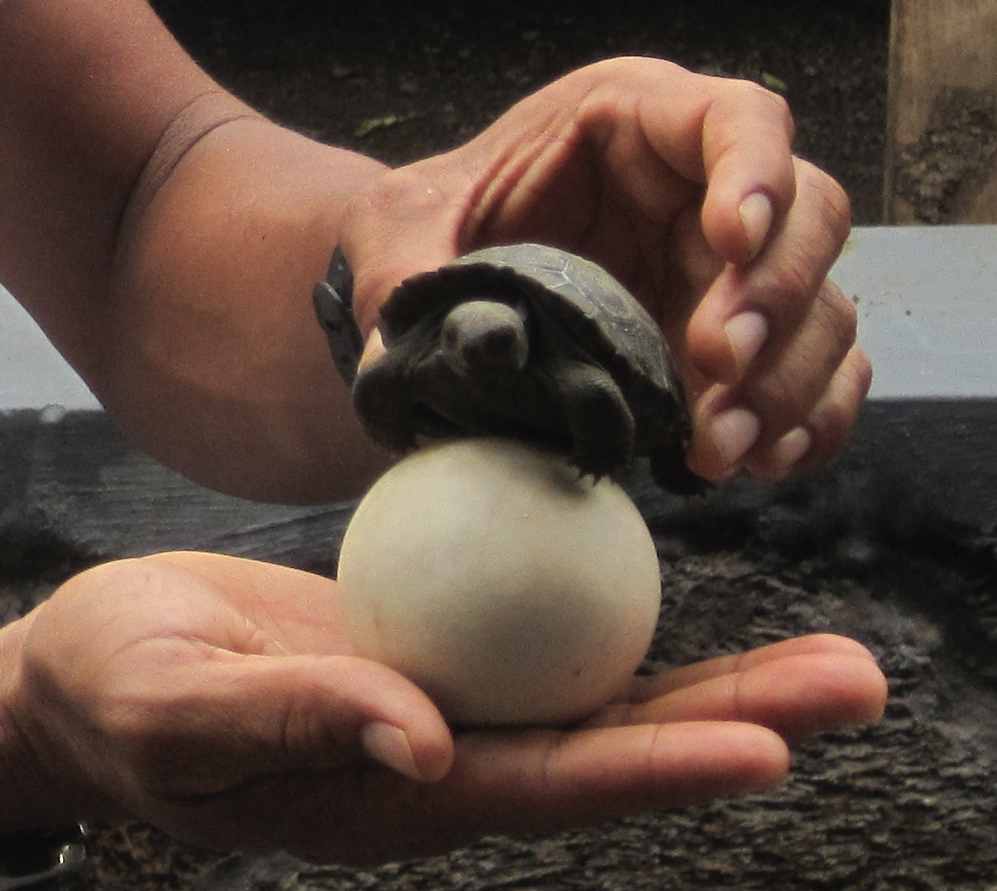
Jajo i świeżo wyklute młode

Dojrzałość seksualną osiągają prawdopodobnie w wieku około 40 lat. Sezon godowy zaczyna się zazwyczaj przy końcu gorącej pory między listopadem a kwietniem. Samiec ma wklęsłą nasadę przy skorupie i wchodzi na samicę od tyłu, przybliżając jej tył, w którym lokuje prącie, gdzie następuje kontakt z rodnym regionem samicy. Ten miłosny akt może trwać przez kilka godzin, w czasie których samce często wydają ochrypłe ryki. Samice idą potem nawet kilka kilometrów przeważnie w stronę wybrzeży, aby znaleźć dogodne miejsce do złożenia jaj. Miejsca te muszą mieć suchy, piaszczysty grunt i być dobrze nasłonecznione, aby mogły wykopać w nim gniazda oraz, aby jaja miały dostateczną ilość ciepła do inkubacji. Gdy znajdzie odpowiednie miejsce zaczyna tylnymi kończynami kopać jamkę o głębokości do 40 cm, gdzie potem złoży od 2 do 16 jaj białych, kulistych o rozmiarach piłek tenisowych (średnica ok. 5 cm). Samica zasypuje dołek piaskiem i zalepia dziurę ziemią zmieszaną z uryną, po czym odchodzi zostawiając potomstwo na łasce promieni słonecznych, w cieple których przechodzą proces inkubacji. Młode żółwie wylęgają się po około 130 dniach, wygrzebują się z dołka i zaczynają samodzielne życie, a ważą wtedy ok. 7 dekagramów.

## Zachowanie
Ogólnie wiodą spokojne, leniwe życie. Wygrzewają się w słońcu, aby podnieść temperaturę ciała. Są aktywne za dnia, spędzając czas na żerowaniu. Najgorętszą porę dnia przeczekują w cieniu schowane pod krzakami, chroniąc się przed przegrzaniem. Około 4 albo 5 po południu zaczynają szukać miejsca, w którym spędzą chłodną noc. Wieczorem zasypiają, często w osłoniętym wgłębieniu w gruncie albo wpół zanurzone w błocie lub wodzie, co najpewniej pomaga utrzymać dłużej ciepło. Piją wodę i lubią taplać się w wodzie i błocie.

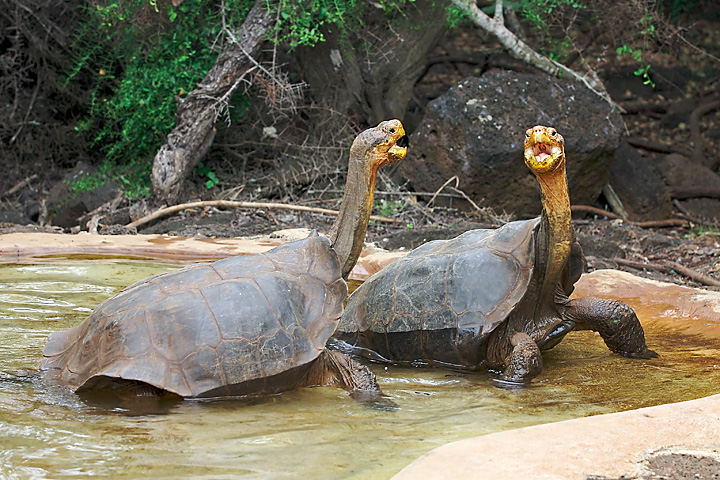
Pokaz długości szyi

Mają łagodne usposobienie. Dojrzałe samce nie są wobec siebie agresywne, a hierarchię między sobą ustalają na podstawie długości szyi. Zawody wygrywa ten, który potrafi wyżej wyciągnąć głowę, co dla drugiego samca żółwia oznacza wielkość i siłę przeciwnika.
W interesujący sposób pozbywają się kleszczy i innych pasożytów. Kiedy zobaczą ziębę Darwina albo przedrzeźniacza, podnoszą się na nogach i wyciągają do góry szyję, pozwalając małym ptakom usuwać pasożyty ze swojej skóry. Jest to klasyczny przykład symbiozy. Kiedy żółw czuje się zagrożony, wciąga głowę, szyję i kończyny przednie do skorupy, osłaniając się tarczą przed niedoszłym napastnikiem. Gdy żółwie ze skorupą w kształcie siodła tak robią, duża niechroniona luka pozostaje u szczytu ich skorupy. Pierwotnie to nie był problem, ponieważ nie było żadnych naturalnych drapieżników na Galapagos. Zmieniło się to jednak, kiedy ludzie sprowadzili psy, koty i inne zwierzęta, które potem zdziczały. Wszystkie 3 wymarłe podgatunki żółwia miały skorupę w kształcie siodła.

## Ochrona
Wyspy Galápagos są parkiem narodowym od 1959, chroniącym 97,5% obszaru archipelagu. UNESCO uznało wyspy za Miejsce Światowego Dziedzictwa w 1978 r. Fundacja Karola Darwina została powołana do ochrony wysp w Belgii w 1959 r.
Żółwie z Galapagos nie są jeszcze wolne od zagrożeń. Domowe zwierzęta przywiezione na wyspy przez osadników zdziczały i żyją w Parku Narodowym, powodując poważne problemy w ochronie populacji żółwi. Szczury, psy i świnie pożerają jaja i młode żółwie. Kozy i osły wyjadają szatę roślinną, bydło i konie tratują grunt, zgniatając żółwie gniazda. Zdarzają się wypadki kłusownictwa, szczególnie na wyspie Isabela – w ten sposób zabito ok. 120 żółwi od 1990 r.
Dzięki utworzeniu na Galapagos Parku Narodowego zaczęto ratować zagrożone podgatunki żółwia słoniowego. W 1969 r. założono Stację Biologiczną Charles Darwin, aby ratować 11 istniejących jeszcze podgatunków żółwia słoniowego. Jednym z najważniejszych zadań było ustabilizowanie środowiska życiowego dla żółwi. To wymagało wyrugowania z wysp wprowadzonych zwierząt. Jednocześnie zabierano złożone jaja, aby nie padły łupem zdziczałych zwierząt, a następnie poddawano procesowi inkubacji w stacji. Kiedy żółwie podrosły na tyle, by nie zagrażały im psy i szczury, wypuszczano je na ich rodzimych wyspach. Te metody odniosły duży sukces i ochroniły populację żółwia na kilku wyspach takich jak Española. W tym samym czasie usuwano wprowadzone zdziczałe zwierzęta. Chociaż kilka podgatunków żółwia słoniowego zostało uratowanych, to wiele pracy jeszcze pozostaje do wykonania.